# Ordine della Rivoluzione di aprile
L'Ordine della Rivoluzione di aprile è stato una decorazione della Repubblica Democratica dell'Afghanistan.

## Storia
L'ordine è stato fondato il 24 dicembre 1980 per premiare altissimi meriti nei campi della rivoluzione, della protezione della patria, del rafforzamento del nuovo sistema sociopolitico ed economico, dello sviluppo della fraterna amicizia fra tutti i popoli delle nazioni e le tribù che vivono in Afghanistan e della cooperazione internazionale e la pace.

## Insegne
- Il nastro era in un primo tempo rosso con tre strisce gialle, in seguito divenne rosso con sette sottili strisce verdi.